# Simulateur quantique
Pour les articles homonymes, voir quantique.

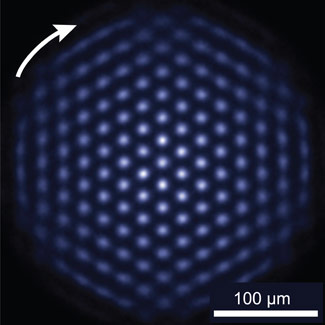
Sur cette photo d'un simulateur quantique, les ions sont fluorescents, ce qui indique que les qubits sont tous dans le même état ("1" ou "0"). Dans de bonnes conditions expérimentales, les ions du cristal prennent spontanément une structure triangulaire. Crédit : Britton/NIST.

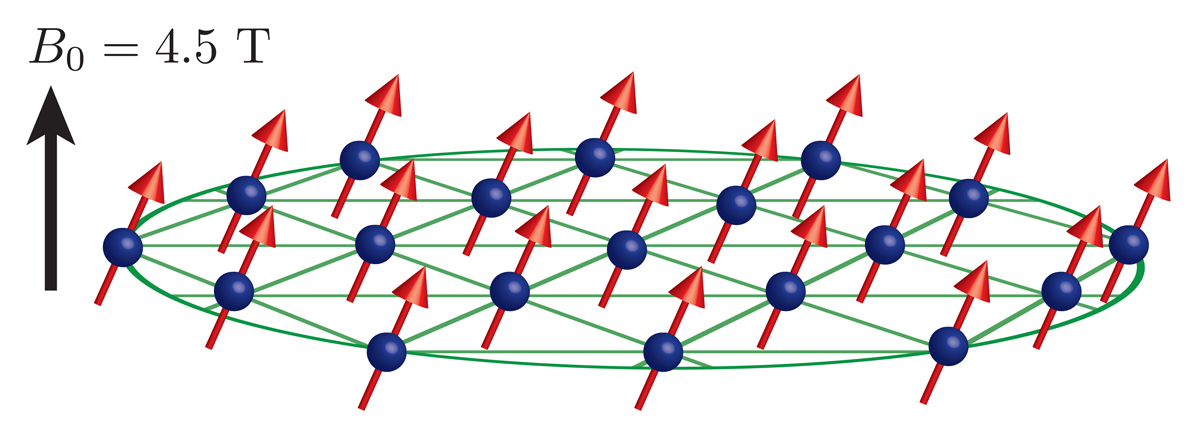
Illustration d'ions piégés : le cœur du simulateur est un cristal en deux dimensions d'ions de béryllium (sphères bleues) ; l'électron ultrapériphérique de chaque ion est un bit quantique (flèches rouges). Les ions sont confinés par un grand champ magnétique dans un dispositif appelé un piège de Penning (non illustré). À l'intérieur du piège le cristal tourne dans le sens horaire. Crédit : Britton/NIST.

Un simulateur quantique est une classe restreinte d'ordinateur quantique qui contrôle les interactions entre des bits quantiques de manière à pouvoir simuler certains problèmes quantiques difficiles à modéliser autrement,. Les simulateurs quantiques permettent l'étude de systèmes quantiques difficiles à étudier en laboratoire et impossibles à modéliser avec des supercalculateurs non quantiques. Les simulateurs sont des dispositifs spécifiques conçu pour étudier un sujet spécifique de la physique, ils ne sont donc pas généralistes,.
Un simulateur quantique universel est un calculateur quantique tel que proposé par Richard Feynman en 1982. Feynman a montré qu'une machine de Turing classique simulant des phénomènes quantiques connaîtrait une croissance exponentielle de son temps de calcul tandis qu'un calculateur quantique hypothétique ne ferait pas l'expérience de cette augmentation. David Deutsch, en 1985, a repris les idées de Feynman et a proposé un calculateur quantique universel. En 1996, Seth Lloyd a montré qu'un ordinateur quantique standard pourrait être programmé pour simuler des systèmes locaux quantiques efficacement.
Des simulateurs quantiques ont été réalisés à l'aide notamment de systèmes de gaz quantiques ultra froids, d'ions piégés, de systèmes photoniques, de points quantiques et de circuits supraconducteurs

## Simulation quantique
Les simulateurs quantiques exploitent une propriété de la mécanique quantique appelé superposition, dans lequel un même état quantique peut posséder plusieurs valeurs pour une certaine quantité observable. Ainsi, le nombre d'états simultanément existant pour 3 qubits, par exemple, est de 8, et ce nombre croît de manière exponentielle avec le nombre de qubits : 2N états pour N qubits.
Un simulateur quantique peut également utiliser une deuxième propriété quantique appelée l'enchevêtrement entre les qubits, de sorte que même physiquement séparés des particules peuvent être étroitement interconnectées.

## Calculateur quantique
La différence entre un calculateur quantique universel et un simulateur quantique est qu'un simulateur quantique est construit pour étudier un problème physique particulier alors qu'un calculateur quantique universel doit pouvoir résoudre n'importe quelle équation. Un ordinateur quantique nécessite un taux d'erreur plus faible qu'un simulateur quantique. La construction d'un ordinateur quantique est plus difficile que celle d'un simulateur.